# Cuore di lupo
Cuore di lupo (Wolfheart) è un romanzo fantasy di Richard A. Knaak del 2011, ambientato nell'universo di Warcraft creato da Blizzard Entertainment.

## Trama
La storia è ambientata poco dopo il Cataclisma: la società degli elfi della notte ha reintegrato gli Eletti ed ha accolto i profughi umani e worgen in fuga da Gilneas. I capi del governo elfico, Tyrande Whisperwind e Malfurion Stormrage, organizzano un incontro dell'Alleanza a Darnassus per discutere, fra le altre cose, dell'inserimento di Gilneas nella stessa. Nel frattempo, fa ritorno a Darnassus Jarod Shadowsong, di cui si erano perse le tracce da lungo tempo: sua moglie Shalasyr è gravemente malata - con la distruzione di Nordrassil, gli elfi della notte hanno perso l'immortalità - e spera che Tyrande possa curarla. L'elfa tuttavia muore poco dopo il loro arrivo. A Darnassus, Jarod reincontra Shandris Feathermoon, con cui aveva avuto una breve relazione in passato, e sua sorella Maiev, che non gli ha mai perdonato di aver abbandonato senza dire niente la società elfica e il prestigioso ruolo che aveva guadagnato. A seguito del misterioso omicidio di alcuni Eletti, Maiev e le sue Guardiane vengono incaricate di scoprire i colpevoli, e dato che le indagini proseguono a rilento Jarod viene affiancato a loro.
Tutti i leader dell'Alleanza giungono a Darnassus, compreso, con stupore di Malfurion e Tyrande, Velen: gli elfi credevano infatti che i draenei si fossero ormai dichiarati neutrali, ma il profeta ribadisce la loro fedeltà all'Alleanza. Durante il voto, tutti i membri votano a favore dell'ammissione di Gilneas e degli worgen nell'Alleanza, eccetto re Varian Wrynn che, ancora rancoroso per il comportamento di Gilneas dopo la Seconda Guerra, vota contro e insulta pesantemente gli worgen. Da quel momento, Malfurion cerca con ogni mezzo di far cambiare idea a Varian, facendo in modo infine di far incontrare i due re durante una battuta di caccia; Tyrande parte alla guida dell'esercito alla volta di Ashenvale, dove l'Orda, capeggiata da Garrosh Hellscream, ha lanciato un attacco in piena regola. Inoltre il principe Anduin, dopo aver litigato nuovamente con suo padre, decide di partire con Velen e studiare da lui alla Exodar.
Varian riesce quindi a riconciliarsi con Genn e i due re, alla guida della gente di Gilneas, giungono in soccorso dell'esercito ad Ashenvale, sbaragliando i guerrieri dell'Orda e i possenti magnatauri che avevano portato con sé da Northrend.
Nel mentre, a Darnassus le indagini sugli omicidi degli Eletti non portano ad alcuna conclusione: Jarod, indagando per conto proprio, scopre con orrore che sono state proprio Maiev e le sue consorelle ad orchestrare tutto quanto. Maiev aveva infatti definitivamente perso la ragione durante il lungo periodo di tortura e prigionia sotto Illidan, nelle Terre Esterne, ed era convinta che Malfurion avesse portato alla rovina gli elfi della notte consentendo la distruzione di Nordrassil, il ritorno degli Eletti e della magia arcana e l'accoglienza degli worgen, ed ha addestrato a far parte delle guardiane altre elfe xenofobe e conservatrici come lei: sono anche riuscite a catturare sia Malfurion che i capi degli Eletti, ma Jarod riesce a scoprirle e a fermarle in tempo. Maiev si dà alla macchia, e lui viene successivamente incaricato da Malfurion e Tyrande di riformare il corpo delle Guardiane sotto il suo controllo, con lo scopo primario di rintracciare sua sorella.

## Personaggi

### Protagonisti
- Varian Wrynn
- Jarod Shadowsong
- Malfurion Stormrage
- Tyrande Whisperwind
- Genn Greymane
- Maiev Shadowsong

### Personaggi secondari
- Anduin Wrynn
- Aradria Cloudflyer
- Briln
- Denea
- Eadrik
- Haldrissa Woodshaper
- Goldrinn
- Garrosh Hellscream
- Illiyana Moonblaze
- Mordent Evenshade
- Neva
- Shalasyr
- Shandris Feathermoon
- Su'ura Swiftarrow
- Var'dyn Skyseeker
- Velen